# نانسي غرين (عارضة)
نانسي غرين (بالإنجليزية: Nancy Green)‏ هي عارضة أمريكية، ولدت في 4 مارس 1834 في ماونت ستيرلينغ في الولايات المتحدة، وتوفيت في 30 أغسطس 1923 في شيكاغو في الولايات المتحدة.